# Usil
Usil va ser, segons la mitologia etrusca, el déu del Sol. El seu nom es troba a l'Harúspex de Piacenza, una taula de bronze amb inscripcions etrusques, que es feia servir a l'antiguitat per fer endevinacions o interpretar auguris.
Una representació artística sobre un mirall de bronze etrusc d'estil arcaic tardà, mostra a Usil sortint del mar, amb una bola de foc en una de les seves mans esteses. Als miralls etruscs d'estil clàssic, Usil apareix amb un halo.
Usil s'ha identificat amb el Sol romà i l'Hèlios grec. Es representa de gènere masculí en algunes obres d'art, però hi ha representacions femenines d'aquesta divinitat. Hi ha una possible equiparació amb una altra deessa etrusca, Cautha, que se suposa que també tenia un caràcter solar. A les obres d'art, Usil es mostra en estreta associació amb Thesan, la deessa de l'alba, una cosa amb la que no coincideix ni amb Hèlios ni amb Eos.